# Герб комуни Мальме
Герб комуни Мальме (швед. Malmö kommunvapen) — символ шведської адміністративно-територіальної одиниці місцевого самоврядування комуни Мальме.

## Історія
Від XV століття місто Мальме використовувало власний герб. Його надано королівським привілеєм Еріка Померанського 1437 року.
Після адміністративно-територіальної реформи, проведеної в Швеції на початку 1970-х років, муніципальні герби стали використовуватися лишень комунами. Цей герб був 1971 року перебраний для нової комуни Мальме.
Герб комуни офіційно зареєстровано 1974 року.

## Опис (блазон)
У срібному полі червона голова грифона в золотій короні.

## Зміст
Герб, зафіксований у привілеї 1437 року, мав також шолом над щитом і намет з клейнодом. Голова грифона походить з герба короля Еріка Померанського, який також мав символ грифона.